# Юровська волость (Краснинський повіт)
Юровська волость (Погостовська) — історична адміністративно-територіальна одиниця Краснинського повіту Смоленської губернії з центром у селі Юрово.
Станом на 1885 рік складалася з 29 поселень, 20 сільських громад. Населення — 2970 осіб (1420 чоловічої статі та 1550 — жіночої), 336 дворових господарств.
|                     | Площа, десятин | У тому числі орної, дес. |
| ------------------- | -------------- | ------------------------ |
| Сільських громад    | 3790           | 2552                     |
| Приватної власності | 6963           | 1628                     |
| Іншої власності     | 93             | 60                       |
| Загалом             | 10846          | 4240                     |

Найбільші поселення волості станом на 1885:
- Юрово — колишнє власницьке село за 27 верст від повітового міста, 178 осіб, 24 двори. За 3 версти — 2 православні церкви, каплиця, школа.
- Окрутово — колишнє власницьке село при річці Долина, 204 особи, 22 двори, школа.